# Porfirio Lobo Sosa
Porfirio „Pepe” Lobo Sosa (ur. 22 grudnia 1947 w Trujillo) – honduraski polityk, przewodniczący Partii Narodowej Hondurasu (Partido Nacional de Honduras) od 2005, przewodniczący parlamentu w latach 2002-2006. Kandydat w wyborach prezydenckich w 2005 oraz w 2009. Prezydent Hondurasu od 27 stycznia 2010 do 27 stycznia 2014.

## Życiorys
Porfirio Lobo Sosa urodził się w mieście Trujillo w departamencie Colón. W wieku 6 lat przeniósł się wraz z rodziną na ranczo do miasta Juticalpa w departamencie Olancho. Jego ojciec, Porfirio José Lobo López, był deputowanym do Honduraskiego Kongresu Narodowego.
Lobo Sosa uczęszczał do katolickiej szkoły w Juticalpie. W latach 1961–1965 kształcił się w dziedzinie nauk humanistycznych w Instituto San Francisco w Tegucigalpie. Od 1966 do 1970 studiował zarządzanie (licencjat) na Uniwersytecie Miami w Stanach Zjednoczonych. Przez pewien czas studiował na Rosyjskim Uniwersytecie Przyjaźni Ludowej w Moskwie. Ukończył również kurs z zakresu ekonomii, polityki i organizacji politycznych, praw człowieka, rolnictwa i ochrony środowiska. Po powrocie do Hondurasu pracował na rodzinnym ranczu. Dodatkowo przez 11 lat uczył ekonomii oraz języka angielskiego w szkole w Juticalpie. Porfirio Lobo Sosa jest żonaty z Rosą Eleną de Lobo, ma troje dzieci.
Z polityką Lobo Sosa zetknął się po raz pierwszy w wieku 20 lat. W latach 1967–1970 stał na czele młodzieżówki Partii Narodowej w depratamencie Olancho (Juventud Nacionalista de Olancho). W latach 1970–1973 był przewodniczącym Komitetu Lokalnego w Juticalpie, a od 1986 do 1994 Komitetu Departamentalnego Olancho. Przez trzy kadencje, w latach 1990–1994, 1994–1998 oraz 2002–2006 był deputowanym do Zgromadzenia Narodowego Hondurasu. Od 27 stycznia 2002 do 27 stycznia 2006 pełnił funkcję jego przewodniczącego.
W latach 1990–1994 zajmował stanowisko dyrektora Honduraskiej Korporacji na rzecz Rozwoju Leśnictwa (COHDEFOR). Zajmował również szereg stanowisk w strukturach Partii Narodowej. W latach 1990–1995 był przewodniczącym jej Wielkiego Konwentu Narodowego (Gran Convención Nacional del Partido Nacional). Od 1994 do 1999 wchodził w skład Konwentu Partii Narodowej w departamencie Olancho. W latach 1999–2001 oraz od 2005 pełni funkcję przewodniczącego partii. Był również członkiem kilku organizacji społecznych, m.in. Krajowej Rady Producentów Rolnych Hondurasu (CONPAH), Stowarzyszenia Hodowców i Rolników Olancho (AGAO) oraz Komitetu Ochrony Praw Człowieka Hondurasu (CODEH).
27 listopada 2005 wziął udział w wyborach prezydenckich w Hondurasie jako kandydat Partii Narodowej. W czasie kampanii wyborczej prezentował twarde stanowisko wobec przestępczości w kraju. Opowiedział się za przywróceniem kary śmierci oraz zapowiedział działania, mające na celu walkę z bezrobociem. W wyborach zajął jednak drugie miejsce, zdobywając 46,2% głosów. Różnicą 74 tysięcy głosów zwyciężył wówczas Manuel Zelaya z Partii Liberalnej, uzyskując 49,9% głosów poparcia. Na początku grudnia 2005 Porfirio Lobo zaakceptował swoją porażkę wyborczą.

## Droga do prezydentury
30 listopada 2008 odniósł zwycięstwo w prawyborach Partii Narodowej i został jej kandydatem w wyborach prezydenckich w listopadzie 2009. Uzyskał przytłaczającą większość 78% głosów, z łatwością pokonując pozostałych kandydatów. Po zamachu stanu w Hondurasie w czerwcu 2009 i obaleniu prezydenta Manuela Zelayi, Lobo Sosa uznał przeprowadzenie wyborów w dniu 29 listopada 2009 za zgodne z prawem z powodu ich ogłoszenia przed Najwyższy Trybunał Wyborczy w maju 2009, a więc jeszcze przed dokonaniem przewrotu. 16 września 2009, razem z trzema innymi kandydatami, wyraził poparcie dla przedstawionego przez prezydenta Kostaryki Óscara Ariasa planu pokojowego, tzw. Porozumienia z San José, nie wezwał jednak bezpośrednio rządu tymczasowego Roberto Michelettiego do jego przyjęcia. Kampania wyborcza w Hondurasie, rozpoczęta 29 sierpnia 2009, pozostawała w cieniu toczącego się konfliktu politycznego.
W wyborach prezydenckich 29 listopada 2009 odniósł zwycięstwo, zdobywając 56,6% głosów poparcia. Wybory, przeprowadzone w chwili przebywania przez Zelayę w otoczonej przez wojsko ambasadzie Brazylii, spotkały się ze sprzeciwem większości państw latynoamerykańskich, które nie uznały ich wyników. Wybory zostały jednak uznane przez Stany Zjednoczone i większość państw UE, co doprowadziło do podziału wśród społeczności międzynarodowej. Prezydent elekt zapowiedział podjęcie wysiłków na rzecz zakończenia kryzysu politycznego w kraju, odzyskania zaufania opinii światowej i odmrożenia wstrzymanej pomocy zagranicznej. Opowiedział się w tym celu za uchwaleniem przez parlament powszechnej amnestii dla wszystkich zaangażowanych w zamach. Porozumiał się także z prezydentem Dominikany, Leonelem Fernándezem, w celu zagwarantowania Zelayi bezpiecznego wyjazdu z Hondurasu do tego państwa.
27 stycznia 2010 na Stadionie Narodowym w Tegucigalpie odbyło się uroczyste zaprzysiężenie prezydenta elekta. W ceremonii wzięli udział mieszkańcy stolicy oraz zaproszeni goście, w tym prezydent Leonel Fernández, Ricardo Martinelli (Panama), Álvaro Colom (Gwatemala) oraz Ma Ying-jeou (Republika Chińska). Prezydent Lobo Sosa zobowiązał się „być wiernym republice i zapewnić egzekwowanie jej prawa”. Zapowiedział działania na rzecz normalizacji stosunków ze społecznością międzynarodową i zagwarantowanie bezpieczeństwa byłemu prezydentowi Manuelowi Zelayi. Podziękował prezydentowi Kostaryki, Oscarowi Ariasowi, za mediację w trakcie kryzysu i zapewnił o przywiązaniu jego rządu do postanowień porozumienia z San José. Zapowiedział, że w skład rządu wejdą przedstawiciele wszystkich partii politycznych. Stwierdził, że w wyborach „nie ma zwycięzców i przegranych, lecz tylko jeden wygrany – Honduras”. Powiedział, że kraj „wychodzi z najgorszego kryzysu w historii” oraz zapewnił, że będzie „prezydentem dla wszystkich”. Pierwszą czynnością nowego prezydenta było podpisanie na oczach tłumu dekretu o powszechnej amnestii dla uczestników zamachu stanu. Po ceremonii Lobo Sosa towarzyszył prezydentowi Zelayi w czasie opuszczania przez niego ambasady Brazylii i przejazdu na lotnisko przed wylotem do Dominikany.
27 stycznia 2014 na stanowisku prezydenta zastąpił go wywodzący się również z Partii Narodowej, Juan Orlando Hernández, sprawujący wcześniej funkcję przewodniczącego Kongresu Narodowego.

## Odznaczenia
- Wielka Wstęga Orderu Lśniącego Jadeitu (2010, Tajwan)[24]